# Cotmeana (gmina)
Cotmeana – gmina w Rumunii, w okręgu Ardżesz. Obejmuje miejscowości Bascovele, Bunești, Costești, Cotmeana, Dealu Pădurii, Drăgolești, Lintești, Negești, Pielești, Săndulești, Spiridoni, Ursoaia, Vârloveni i Zamfirești. W 2011 roku liczyła 2148 mieszkańców.